# 格里尼亞河
格里尼亞河（烏克蘭語：Гериня），是烏克蘭的河流，屬於蘇基利河的右支流，發源自格里尼亞西南面，流經伊萬諾-弗蘭科夫斯克州和利沃夫州，河道全長19公里，流域面積40.7平方公里。